# Bezugsverhältnis
Das Bezugsverhältnis ist im Finanzwesen entweder auf dem Aktienmarkt die Relation zwischen „alten Aktien“ und „jungen Aktien“ desselben Emittenten oder gibt bei Optionen an, wie viele Optionen oder Optionsscheine ausgeübt werden müssen, um eine Einheit des Basiswerts zu kaufen oder verkaufen.

## Allgemeines
Im Finanzwesen gibt es bei Finanzinstrumenten gesetzliche oder vertraglich festgelegte Bezugsverhältnisse. Als Finanzinstrumente kommen Aktien oder Optionen in Betracht. Während das Bezugsverhältnis im Rahmen des Bezugsrechts bei Aktien gesetzlich in § 186 Abs. 1 AktG geregelt ist, ergibt es sich bei Optionen aus dem Optionsvertrag.

## Aktien
Das Bezugsverhältnis wird errechnet aus der Stückzahl (Stückaktien) oder dem Nennwert (Nennwertaktien) aller alten Aktien {\displaystyle A} und der Stückzahl (Stückaktien) oder dem Nennwert (Nennwertaktien) aller jungen Aktien {\displaystyle N}:
{\displaystyle {\frac {\text{A}}{\text{N}}}}.
Der rechnerische Wert des Bezugsrechts {\displaystyle K_{BR}} ist der Kurswert, der die Differenz zwischen dem Börsenkurs der alten Aktien vor Kapitalerhöhung {\displaystyle K_{A}} und sich nach der Kapitalerhöhung bildenden Durchschnittskurs {\displaystyle K_{D}} darstellt:
Fehler beim Parsen (SVG (MathML kann über ein Browser-Plugin aktiviert werden): Ungültige Antwort („Math extension cannot connect to Restbase.“) von Server „http://localhost:6011/de.wikipedia.org/v1/“:): {\displaystyle K_{BR} = K_A - K_D}
.
Der innere Wert des Bezugsrechts ergibt sich aus dem Bilanzkurs auf Grundlage der Eigenkapitalsubstanz einer Aktiengesellschaft im Verhältnis zu der Anzahl der umlaufenden Aktien. Der Bilanzkurs ist die Messzahl des inneren Werts.
Beispiel
Erhöht eine Gesellschaft ihr Grundkapital beispielsweise von 500 Mio. € auf 600 Mio. €, so ist das Bezugsverhältnis von altem zu neuem Kapital ({\displaystyle 600-500=100}):
{\displaystyle {\frac {\text{500}}{\text{100}}}}, mithin
{\displaystyle 5:1}.
Auf fünf alte Aktien entfällt eine neue Aktie. Jeder Aktionär erhält je alte Aktie ein Bezugsrecht. Um eine neue Aktie zu beziehen, sind in aufgeführtem Beispiel fünf Bezugsrechte notwendig. Der rechnerische Wert eines Bezugsrechts ergibt sich somit aus der Differenz des Börsenkurses der Aktien vor Kapitalerhöhung zu dem Kurs der Aktien nach Kapitalerhöhung.
Neben der in Deutschland üblichen Schreibweise des Bezugsverhältnisses wird im angelsächsischen Raum auch häufig die Schreibweise 6-5 oder 6 to 5, d. h. 6 Aktien (im Bestand nach Ausübung des Bezugsrechts) für 5 Aktien (im Bestand vor Ausübung) verwendet. Das Bezugsverhältnis ist identisch, da auch hier der Aktionär das Recht erhält, für fünf alte Aktien eine neue zu beziehen.

## Optionen
Mit einer Option erwirbt der Käufer das Recht, einen Basiswert zu einem festgelegten Ausübungspreis und Bezugsverhältnis entweder zu kaufen (Kaufoption) oder zu verkaufen (Verkaufsoption). Das Bezugsverhältnis gibt bei Optionen (auch Optionsverhältnis genannt) an, wie viele Optionsscheine erforderlich sind, um einen Basiswert zum festgelegten Ausübungspreis zu kaufen oder zu verkaufen. Entsprechend der Kontraktgröße bei Aktienoptionen ist für Optionsscheine ein bestimmtes Bezugsverhältnis festgelegt. Ein Bezugsverhältnis von 10:1 bedeutet, dass mit einem Optionsschein zehn Aktien bezogen werden können.
Der innere Wert {\displaystyle IW} ergibt sich, indem man die Differenz zwischen dem Aktienkurs {\displaystyle AK} und dem Bezugskurs {\displaystyle BK} durch das Bezugsverhältnis {\displaystyle BV} dividiert:
{\displaystyle IW={\frac {\text{AK - BK}}{\text{BV}}}}.
Beispiele
- Bei einem Optionsschein mit einem Bezugsverhältnis von 0,01 bräuchte man 100 Optionsscheine, um eine Aktie zu repräsentieren, angenommen, jemand hat eine Aktie zu einem aktuellen Marktkurs von 10 Euro und einen Optionsschein mit einem Bezugsverhältnis von 0,1 (10:1) zu einem Preis von 0,1 € pro Optionsschein. Wenn nun 10 Optionsscheine zum Preis von 1 Euro gekauft würden, hatte man den Wert einer Anlageklasse X, falls der Kurs in einem Monat auf 12 Euro steigen würde, entsteht dadurch ein Gewinn von 1 € bei einem Investment von 1 €.
- Bei Devisenoptionsscheinen ist die Ratio für gewöhnlich 100 = 100:1 und dem gleichbedeutend das Bezugsverhältnis 0,01 = 1:100. Die Ratio besagt mithin, dass mit einem Optionsschein 100 Basiswerte erworben werden können, und das Bezugsverhältnis, dass für einen Basiswert 0,01 Optionsscheine benötigt werden. Da man aber keine Bruchstücke von Optionsscheinen handeln kann, werden also stets 100-fache des Basiswertes mit dem Handel des Optionsscheines bewegt.
- Bei Aktienoptionsscheinen ist die Ratio z. B. mit 0,2 = 1:5 angegeben, d. h. 1 Optionsschein bezieht sich auf den 0,2-ten Anteil der Kursdifferenz von Aktienkurs und verbrieftem Basiskurs des Optionsscheins. Das Bezugsverhältnis ist demnach 5 = 5:1 und drückt aus, dass 5 Optionsscheine benötigt werden, um eine Aktie zum verbrieften Preis im Optionsschein erwerben zu dürfen. Man handelt über den Optionsschein also immer Vielfache von 1/5 der Kursdifferenz.

## Sonstiges
Notiert beim Cap am Ende der Laufzeit der Basiswert oberhalb des Cap, erhält der Käufer einen Barausgleich in Höhe der Differenz zwischen Cap und Basispreis multipliziert mit dem Bezugsverhältnis; notiert er oberhalb des Basispreises und beim oder unter dem Cap, erhält er die Differenz zwischen dem Ausübungspreis und Basispreis multipliziert mit dem Bezugsverhältnis.